# Протокол (фільм)
«Протокол» (англ. Protocol) — американська кінокомедія. Фільм оповідає історію про те, як колишня офіціантка запобігає вбивству арабського еміра і стає національною героїнею. 

## Сюжет
Санні, миле простакувате дівча, працює офіціанткою. Якось вона стає у пригоді одному високопоставленому чиновникові. На знак подяки, він влаштовує її на роботу в Вашингтон, в один з важливих державних офісів. Саме Санні вдасться полагодити важливу справу по торгівлі зброєю з однією з арабських країн.

## У ролях
- Голді Гоун — Санні Девіс
- Кріс Сарандон — Майкл Ренсом
- Річард Романус — Емір
- Андре Грегорі — Наваф Аль Кабір
- Гейл Стрикленд — представник Святого Джона
- Кліфф Де Янг — Гіллі
- Кейт Шарабайка — Кроу
- Ед Беглі молодший — Хасслер
- Джеймс Стейлі — віце-президент Мерк
- Кеннет Марс — Лу
- Джин Смарт — Елла
- Марія О’Брайн — Донна
- Джоел Брукс — Бен
- Грейнджер Гайнс — Джеррі
- Кеннет МакМіллан — сенатор Норріс